# Creu de terme de Guàrdia de Noguera
La creu de terme de Guàrdia de Noguera, o creu de Soldevila, és una creu de terme situada al cementiri de Guàrdia de Noguera (Pallars Jussà).
És una creu de pedra d'estil abarrocat, en la que hi ha grabada la data de 1516 o 1517. Originalment estava emplaçada a la plaça Soldevila, sota la vila, i cap el 1920 va ser traslladada al fossar del cementiri.